# H. Edward Hunsburger
Harry Edward Hunsburger (* 20. Februar 1947 in Buffalo (New York); † 28. November 2011) war ein US-amerikanischer Autor von Kriminal-Erzählungen.

## Leben und Wirken
Hunsburger besuchte die Highschool in Fort Lauderdale; anschließend reiste er durch Europa, bevor er nach Fort Lauderdale zurückkehrte, um an der Kunstschule zu studieren. Anschließend zog er nach New York City, wo er als Literaturagent für das Esquire, für den Vorstand der Mystery Writers of America und in verschiedenen Tagesjobs zu arbeiten. Daneben schrieb er Kriminalerzählungen. Unter Pseudonymen schrieb er außerdem Mystery- und Western-Storys; zu seinen bekanntesten Werken zählt die Erzählung Death Signs (1987) über den Mörder eines Taubstummen, die 1988 als Vorlage einer Folge der Fernsehserie Hunter diente. Seine Arbeiten erschienen in den Vereinigten Staaten in seinen beiden Büchern Crossfire und Death Signs sowie in der Nick Carter-Reihe, Ellery Queen’s Mystery Magazine und Alfred Hitchcock's Mystery Magazine. Mit seiner Familie lebte er zunächst in Saratoga Springs (New York), dann in Minneapolis, zuletzt ab 2002 in Las Cruces.

## Publikationen (Auswahl)
- Crossfire (1985)
- Death Signs (1987)